# Liste des matchs de l'équipe du Zimbabwe de football par adversaire
Cette liste présente les matchs de l'équipe du Zimbabwe de football par adversaire rencontré.
- Haut – A
- B
- C
- D
- E
- F
- G
- H
- I
- J
- K
- L
- M
- N
- O
- P
- Q
- R
- S
- T
- U
- V
- W
- X
- Y
- Z

## A

### Algérie
Confrontations entre l'équipe d'Algérie de football et l'équipe du Zimbabwe de football en matchs officiels.
|   | Date            | Lieu             | Match              | Score | Compétition                                   |
| 1 | 6 janvier 1989  | Annaba, Algérie  | Algérie - Zimbabwe | 3-0   | Tours préliminaires à la Coupe du monde 1990  |
| 2 | 25 juin 1989    | Harare, Zimbabwe | Zimbabwe - Algérie | 1-2   | Tours préliminaires à la Coupe du monde 1990  |
| 3 | 3 février 2004  | Sousse, Tunisie  | Algérie - Zimbabwe | 1-2   | Coupe d'Afrique des nations 2004              |
| 4 | 20 juin 2004    | Harare, Zimbabwe | Zimbabwe - Algérie | 1-1   | Phase qualificative de la Coupe du monde 2006 |
| 5 | 19 juin 2005    | Oran, Algérie    | Algérie - Zimbabwe | 2-2   | Phase qualificative de la Coupe du monde 2006 |
| 6 | 15 janvier 2017 | Franceville      | Algérie - Zimbabwe | 2-2   | Coupe d'Afrique des nations 2017 (gr. B)      |

#### Bilan
Au 19 avril 2019
- Total de matchs disputés : 6
- Victoires de l'équipe de Zimbabwe : 1
- Victoires de l'équipe d'Algérie : 2
- Matchs nuls : 3

### Angola
| Date              | Lieu                    | Match             | Score | Compétition                                 |
| 10 novembre 1985  | Luanda Angola           | Angola - Zimbabwe | 2 - 3 | Match amical                                |
| 8 mars 1990       | Maputo Mozambique       | Zimbabwe - Angola | 2 - 0 | Match amical                                |
| 10 janvier 1993   | Luanda Angola           | Angola - Zimbabwe | 1 - 1 | Qualifications pour la Coupe du monde 1994  |
| 31 janvier 1993   | Harare Zimbabwe         | Zimbabwe - Angola | 2 - 1 | Qualifications pour la Coupe du monde 1994  |
| 10 novembre 1996  | Luanda Angola           | Angola - Zimbabwe | 2 - 1 | Qualifications pour la Coupe du monde 1998  |
| 23 février 1997   | Harare Zimbabwe         | Zimbabwe - Angola | 1 - 0 | Qualifications pour la Coupe d'Afrique 1998 |
| 27 avril 1997     | Harare Zimbabwe         | Zimbabwe - Angola | 0 - 0 | Qualifications pour la Coupe du monde 1998  |
| 22 juillet 1997   | Luanda Angola           | Angola - Zimbabwe | 2 - 1 | Qualifications pour la Coupe d'Afrique 1998 |
| 30 août 1998      | Luanda Angola           | Angola - Zimbabwe | 2 - 1 | Match amical                                |
| 16 septembre 2001 | Luanda Angola           | Angola - Zimbabwe | 0 - 0 | Match amical                                |
| 29 septembre 2001 | Harare Zimbabwe         | Zimbabwe - Angola | 0 - 1 | Match amical                                |
| 20 avril 2003     | Harare Zimbabwe         | Zimbabwe - Angola | 1 - 0 | Match amical                                |
| 10 octobre 2004   | Luanda Angola           | Angola - Zimbabwe | 1- 0  | Qualifications pour la Coupe du monde 2006  |
| 27 mars 2005      | Harare Zimbabwe         | Zimbabwe - Angola | 2 -0  | Qualifications pour la Coupe du monde 2006  |
| 13 août 2005      | Mmabatho Afrique du Sud | Zimbabwe - Angola | 2 - 1 | Match amical                                |
| 17 septembre 2006 | Harare Zimbabwe         | Zimbabwe - Angola | 1 - 2 | Match amical                                |

#### Bilan
- Total de matchs disputés : 16
- Victoires de l'équipe d'Angola : 6
- Victoires de l'équipe du Zimbabwe : 7
- Match nul : 3

### Australie
| Date             | Lieu              | Match                                    | Score | Compétition                                            |
| 23 novembre 1969 | Maputo Mozambique | Australie - Rhodésie (actuelle Zimbabwe) | 1 - 1 | Qualifications pour la Coupe du monde de football 1970 |
| 27 novembre 1969 | Maputo Mozambique | Australie - Rhodésie                     | 0 - 0 | Qualifications pour la Coupe du monde de football 1970 |
| 29 novembre 1969 | Maputo Mozambique | Australie - Rhodésie                     | 3 - 1 | Qualifications pour la Coupe du monde de football 1970 |

#### Bilan
- Total de matchs disputés : 3
- Victoires de l'équipe d'Australie : 1
- Victoires de l'équipe du Zimbabwe : 0
- Match nul : 2

## B

### Brésil
| Date        | Lieu   | Match             | Score | Compétition  |
| 2 juin 2010 | Harare | Zimbabwe - Brésil | 0 - 3 | Match amical |

#### Bilan
- Total de matchs disputés : 1
- Victoires de l'équipe du Brésil : 1
- Victoires de l'équipe du Zimbabwe : 0
- Match nul : 0

## C

### Comores

#### Confrontations
Confrontations entre le Zimbabwe et les Comores :
|   | Date           | Lieu        | Match              | Score | Compétition                                                                                  |
| - | -------------- | ----------- | ------------------ | ----- | -------------------------------------------------------------------------------------------- |
| 1 | 21 juin 2015   | Harare      | Zimbabwe - Comores | 2-0   | Qualifications au Championnat d'Afrique des nations 2016 (en) (zone Sud - tour préliminaire) |
| 2 | 4 juillet 2015 | Mitsamiouli | Comores - Zimbabwe | 0-0   | Qualifications au Championnat d'Afrique des nations 2016 (en) (zone Sud - tour préliminaire) |
| 3 | 1er juin 2019  | KwaMashu    | Zimbabwe - Comores | 2-0   | Coupe COSAFA 2019 (quart de finale)                                                          |

#### Bilan
Au 16 juin 2019 :
- Total de matchs disputés : 3
- Victoires du Zimbabwe : 2
- Matchs nuls : 1
- Victoires des Comores : 0
- Total de buts marqués par le Zimbabwe : 4
- Total de buts marqués par les Comores : 0

## E

### Égypte

#### Confrontations
Confrontations entre le Zimbabwe et l'Égypte :
|    | Date              | Lieu       | Match             | Score | Compétition                                                      |
| -- | ----------------- | ---------- | ----------------- | ----- | ---------------------------------------------------------------- |
| 1  | 28 août 1984      | Le Caire   | Égypte - Zimbabwe | 1-0   | Tours préliminaires à la Coupe du monde 1986 (1er tour)          |
| 2  | 30 septembre 1984 | Harare     | Zimbabwe - Égypte | 1-1   | Tours préliminaires à la Coupe du monde 1986 (1er tour)          |
| 3  | 20 décembre 1992  | Harare     | Zimbabwe - Égypte | 2-1   | Tours préliminaires à la Coupe du monde 1994 (1er tour - gr. C)  |
| 4  | 15 avril 1993     | Lyon       | Égypte - Zimbabwe | 0-0   | Tours préliminaires à la Coupe du monde 1994 (1er tour - gr. C)  |
| 5  | 22 novembre 1995  | Pretoria   | Égypte - Zimbabwe | 2-2   | Match amical                                                     |
| 6  | 29 juin 1999      | Harare     | Zimbabwe - Égypte | 1-1   | Match amical                                                     |
| 7  | 25 janvier 2004   | Sfax       | Zimbabwe - Égypte | 1-2   | Coupe d'Afrique des nations 2004 (gr. C)                         |
| 8  | 24 mai 2004       | Le Caire   | Égypte - Zimbabwe | 2-0   | Match amical                                                     |
| 9  | 5 janvier 2006    | Alexandrie | Égypte - Zimbabwe | 2-0   | Match amical                                                     |
| 10 | 26 mars 2013      | Alexandrie | Égypte - Zimbabwe | 2-1   | Éliminatoires de la Coupe du monde 2014 : zone Afrique, groupe G |
| 11 | 9 juin 2013       | Harare     | Zimbabwe - Égypte | 2-4   | Éliminatoires de la Coupe du monde 2014 : zone Afrique, groupe G |
| 12 | 21 juin 2019      | Le Caire   | Égypte - Zimbabwe | 1-0   | Coupe d'Afrique des nations 2019 (gr. A)                         |

#### Bilan
Au 24 juin 2019 :
- Total de matchs disputés : 12
- Victoires du Zimbabwe : 1
- Matchs nuls : 4
- Victoires de l'Égypte : 7
- Total de buts marqués par le Zimbabwe : 10
- Total de buts marqués par l'Égypte : 20

## M

### Maroc
| Date         | Lieu     | Match            | Score | Compétition                                                      |
| 25 mars 2007 | Zimbabwe | Zimbabwe - Maroc | 1 - 1 | Qualifications à la Coupe d'Afrique des nations de football 2008 |
| 2 juin 2007  | Maroc    | Maroc - Zimbabwe | 2 - 0 | Qualifications à la Coupe d'Afrique des nations de football 2008 |

### Maurice
| Date             | Lieu              | Match              | Score | Compétition                                     |
| 25 novembre 1967 | Rhodésie          | Rhodésie - Maurice | 1-2   | Match amical                                    |
| 26 novembre 1967 | Rhodésie          | Rhodésie - Maurice | 2-3   | Match amical                                    |
| 29 août 1982     | La Réunion        | Maurice - Zimbabwe | 2-0   | Tournoi de l'Océan Indien                       |
| 9 avril 1989     | Maurice           | Maurice - Zimbabwe | 1-4   | Qualifications Coupe d'Afrique des nations 1990 |
| 23 avril 1989    | Zimbabwe          | Zimbabwe - Maurice | 1-0   | Qualifications Coupe d'Afrique des nations 1990 |
| 30 août 1992     | Maurice           | Maurice - Zimbabwe | 0-1   | Qualifications Coupe d'Afrique des nations 1994 |
| 11 juillet 1993  | Zimbabwe          | Zimbabwe - Maurice | 2-0   | Qualifications Coupe d'Afrique des nations 1994 |
| 17 octobre 2009  | Harare, Zimbabwe  | Zimbabwe - Maurice | 3-0   | Coupe COSAFA 2009                               |
| 28 juillet 2013  | Curepipe, Maurice | Maurice - Zimbabwe | 0-3   | Qualifications CHAN 2014                        |
| 4 août 2013      | Harare, Zimbabwe  | Zimbabwe - Maurice | 1-1   | Qualifications CHAN 2014                        |

## O

### Ouganda

#### Confrontations
Confrontations entre le Zimbabwe et l'Ouganda :
|    | Date             | Lieu         | Match              | Score | Compétition                                     |
| -- | ---------------- | ------------ | ------------------ | ----- | ----------------------------------------------- |
| 1  | 21 novembre 1981 | Dar es Salam | Ouganda - Zimbabwe | 0-0   | Coupe CECAFA des nations 1981 (gr. B)           |
| 2  | 6 juin 1982      | Bulawayo     | Zimbabwe - Ouganda | 2-1   | Match amical                                    |
| 3  | 13 juin 1982     | Harare       | Zimbabwe - Ouganda | 1-1   | Match amical                                    |
| 4  | 20 novembre 1982 | Kampala      | Ouganda - Zimbabwe | 1-1   | Coupe CECAFA des nations 1982 (gr. A)           |
| 5  | 23 novembre 1983 | Mombassa     | Zimbabwe - Ouganda | 1-0   | Coupe CECAFA des nations 1983 (demi-finale)     |
| 6  | 22 juillet 1984  | Kampala      | Ouganda - Zimbabwe | 0-1   | Match amical                                    |
| 7  | 4 décembre 1984  | Kampala      | Ouganda - Zimbabwe | 4-1   | Coupe CECAFA des nations 1984 (gr. A)           |
| 8  | 16 décembre 1987 | Asmara       | Ouganda - Zimbabwe | 0-0   | Coupe CECAFA des nations 1987 (gr. B)           |
| 9  | 8 novembre 1988  | Blantyre     | Zimbabwe - Ouganda | 0-0   | Coupe CECAFA des nations 1988 (gr. B)           |
| 10 | 6 novembre 1989  | Nairobi      | Ouganda - Zimbabwe | 1-1   | Coupe CECAFA des nations 1989 (gr. A)           |
| 11 | 22 août 2004     | Harare       | Zimbabwe - Ouganda | 2-0   | Match amical                                    |
| 12 | 6 décembre 2011  | Dar es Salam | Zimbabwe - Ouganda | 0-1   | Coupe CECAFA des nations 2011 (quart de finale) |
| 13 | 16 janvier 2014  | Le Cap       | Zimbabwe - Ouganda | 0-0   | Championnat d'Afrique des nations 2014 (gr. B)  |
| 14 | 27 janvier 2016  | Gisenyi      | Ouganda - Zimbabwe | 1-1   | Championnat d'Afrique des nations 2016 (gr. D)  |
| 15 | 31 mai 2016      | Harare       | Zimbabwe - Ouganda | 2-0   | Match amical                                    |
|    | 26 juin 2019     | Le Caire     | Ouganda - Zimbabwe |       | Coupe d'Afrique des nations 2019 (gr. A)        |

#### Bilan
Au 24 juin 2019 :
- Total de matchs disputés : 15
- Victoires du Zimbabwe : 5
- Matchs nuls : 8
- Victoires de l'Ouganda : 2
- Total de buts marqués par le Zimbabwe : 13
- Total de buts marqués par l'Ouganda : 10

## R

### République centrafricaine

#### Confrontations
Confrontations entre la République centrafricaine et le Zimbabwe :
|   | Date          | Lieu   | Match                                | Score | Compétition                                                           |
| - | ------------- | ------ | ------------------------------------ | ----- | --------------------------------------------------------------------- |
| 1 | 9 avril 2000  | Bangui | République centrafricaine - Zimbabwe | 0-1   | Tours préliminaires à la Coupe du monde 2002 (zone Afrique, 1er tour) |
| 2 | 23 avril 2000 | Harare | Zimbabwe - République centrafricaine | 3-1   | Tours préliminaires à la Coupe du monde 2002 (zone Afrique, 1er tour) |

#### Bilan
Au 19 avril 2019 :
- Total de matchs disputés : 2
- Victoires de la République centrafricaine : 0
- Matchs nuls : 0
- Victoires du Zimbabwe : 2
- Total de buts marqués par la République centrafricaine : 1
- Total de buts marqués par le Zimbabwe : 4

### République démocratique du Congo

#### Confrontations
Confrontations entre le Zimbabwe et la république démocratique du Congo :
|   | Date             | Lieu     | Match          | Score | Compétition                                                  |
| - | ---------------- | -------- | -------------- | ----- | ------------------------------------------------------------ |
| 1 | 3 septembre 2000 | Harare   | Zimbabwe - RDC | 3-2   | Qualifications à la Coupe d'Afrique des nations 2002 (gr. 6) |
| 2 | 17 juin 2001     | Kinshasa | RDC - Zimbabwe | 2-1   | Qualifications à la Coupe d'Afrique des nations 2002 (gr. 6) |
| 3 | 26 février 2009  | Bouaké   | Zimbabwe - RDC | 1-1   | Championnat d'Afrique des nations 2009 (gr. B)               |
| 4 | 13 octobre 2018  | Kinshasa | RDC - Zimbabwe | 1-2   | Qualifications à la Coupe d'Afrique des nations 2019 (gr.G)  |
| 5 | 16 octobre 2018  | Harare   | Zimbabwe - RDC | 1-1   | Qualifications à la Coupe d'Afrique des nations 2019 (gr.G)  |
| 6 | 30 juin 2019     | Le Caire | Zimbabwe - RDC | 0-4   | Coupe d'Afrique des nations 2019 (gr. A)                     |

#### Bilan
Au 30 juin 2019 :
- Total de matchs disputés : 6
- Victoires du Zimbabwe : 2
- Matchs nuls : 2
- Victoires de la république démocratique du Congo : 2
- Total de buts marqués par le Zimbabwe : 8
- Total de buts marqués par la république démocratique du Congo : 11

## S

### Seychelles
De 1950 à 1965, le pays se nomme la Rhodésie puis de 1965 à 1980, la Rhodésie du Sud.
| Date             | Lieu                 | Match                 | Score | Compétition                                     |
| 1er juillet 2000 | Victoria, Seychelles | Seychelles - Zimbabwe | 0-1   | Qualifications Coupe d'Afrique des nations 2002 |
| 16 juillet 2000  | Harare, Zimbabwe     | Zimbabwe - Seychelles | 5-0   | Qualifications Coupe d'Afrique des nations 2002 |
| 30 mars 2003     | Harare, Zimbabwe     | Zimbabwe - Seychelles | 3-1   | Qualifications Coupe d'Afrique des nations 2004 |
| 7 juin 2003      | Victoria, Seychelles | Seychelles - Zimbabwe | 2-1   | Qualifications Coupe d'Afrique des nations 2004 |

### Somalie

#### Confrontations
Confrontations entre la Somalie et le Zimbabwe :
|   | Date              | Lieu     | Match              | Score | Compétition                                                       |
| - | ----------------- | -------- | ------------------ | ----- | ----------------------------------------------------------------- |
| 1 | 19 novembre 1983  | Mombassa | Zimbabwe - Somalie | 2-1   | Coupe CECAFA des nations 1983 (gr. B)                             |
| 2 | 5 septembre 2019  | Djibouti | Somalie - Zimbabwe | 1-0   | Éliminatoires de la Coupe du monde 2022 : zone Afrique (1er tour) |
| 3 | 10 septembre 2019 | Bulawayo | Zimbabwe - Somalie | 3-1   | Éliminatoires de la Coupe du monde 2022 : zone Afrique (1er tour) |

#### Bilan
Au 22 novembre 2019 :
- Total de matchs disputés : 3
- Victoires de la Somalie : 1
- Matchs nuls : 0
- Victoires du Zimbabwe : 2
- Total de buts marqués par la Somalie : 3
- Total de buts marqués par le Zimbabwe : 5

### Suisse
| Date            | Lieu            | Match             | Score | Compétition  |
| 4 décembre 1983 | Harare Zimbabwe | Zimbabwe - Suisse | 3 - 2 | Match amical |

#### Bilan
- Total de matchs disputés : 1
- Victoires de l'équipe de Suisse : 0 (0 %)
- Victoires de l'équipe du Zimbabwe : 1 (100 %)
- Match nul : 0 (0 %)